# Motographie
Mit der Motographie werden bei der Motodiagnostik motorische Bewegungsmerkmale mit Hilfe von Videogeräten und mechanischer, elektrischer und elektronischer Registrierungstechniken aufgezeichnet und später analysiert.
Da diese Aufzeichnungen allein noch keinen Hinweis auf die Möglichkeiten der Abgrenzung von Bewegungsauffälligkeiten und -störungen bietet, handelt es sich bei der Motographie nicht um ein motodiagnostisches Verfahren im engeren Sinne, sondern nur um eine Methode, Bewegungsabläufe aufzuzeichnen und sie für eine spätere Analyse verfügbar zu haben.